# 951
Cette page concerne l'année 951  du calendrier julien.
L'année 951 est une année commune qui commence un mercredi.

## Événements
- 2 janvier : en Chine, l'empereur des Han postérieurs Yindi est assassiné lors d'une révolte de l'armée. Le général Guo Wei entre dans Kaifeng pour rétablir l'ordre[1].
- 11 janvier : Guo Wei conduit les troupes chinoises contre les Khitans qui ont envahi la Chine. Trois semaines après, il est proclamé empereur par ses hommes, qui semblent s'être révoltés contre les Shatuo[1].
- 3 février : Guo Wei retourne à Kaifeng où il fonde l'éphémère dynastie des Zhou postérieurs (fin en 959)[1].
- 17 novembre, Chine : annexion du Chu par les Tang du Sud[2].

- Le calife omeyyade de Cordoue Abd al-Rahman III  prend le contrôle de Tanger[3].

### Europe
- 5 janvier : le roi Ramire II de León abdique peu de temps avant de mourir[4]. Son fils Ordoño III devient roi de León et des Asturies (fin de règne en 956). Dès le début de son règne il doit réprimer la révolte de son frère Sanche.
- Janvier : l’évêque du Puy, Godescalc est à l'abbaye San Martin de Albelda, au retour d'un pèlerinage à Saint-Jacques de Compostelle. Il est le premier pèlerin étranger dont le nom nous soit parvenu[5].
  - Le roi Louis IV d'Outremer reçoit à Pouilly-sur-Loire l'hommage des princes aquitains au début de l'année : Guillaume III tête d’Étoupe, qui est peut-être nommé duc d’Aquitaine, Étienne, évêque de Clermont, Charles-Constantin de Vienne et Liétald II de Mâcon[6].
- 30 mars : Hugues le Grand célèbre Pâques à Aix-la-Chapelle auprès du roi Otton[6].
- 20 avril : Bérenger II enlève la reine Adelaïde, veuve de Lothaire d'Arles pour la forcer à épouser son fils Aubert Ier d'Italie et la fait conduire au château de Garda sur le lac de ce nom[7].
- Été : les Hongrois, venus d’Italie, traversent les Alpes et entrent en Aquitaine, qu’ils ruinent pendant l’été. Ils rentrent ensuite dans leur pays en repassant par l’Italie[8].
- 8 juillet : Lutèce change son nom pour s'appeler Paris.
- 20 août : Adélaïde de Bourgogne parvient à s'enfuir. Elle se réfugie au château de Canossa chez le marquis d'Este Albert Azzo d'où elle fait appel à Otton de Germanie[7]. 
  - La confusion créée en Italie par la dissolution de l’Empire est extrême. D’innombrables rivaux se disputent la couronne, tandis que la papauté est tombée sous la coupe de l’aristocratie locale.
- 23 septembre : Otton Ier est proclamé roi d'Italie à Pavie[9] (couronnement avant le 10 octobre[10]). Il intervient à l’appel d’Adélaïde, veuve du roi d'Italie Lothaire II. Le marquis d'Ivrée, Bérenger II, déposé, est nommé vice-roi en 952.
- 25 décembre :
  - Otton épouse Adélaïde[7].
  - délégation de dignitaires catalans auprès du pape à Rome conduite par le comte Sunifred de Cerdagne, l'évêque d'Urgell Guisad et l'abbé de Ripoll Arnulf ; ils obtiennent une série de bulles qui confirment leur patrimoine[11].

- Edwige, mère du roi Louis IV d'Outremer, s’enfuit de la cour royale pour épouser le comte Herbert III de Vermandois. Louis confisque le douaire de sa mère, formé du domaine royal d’Attigny et de l’abbaye de Notre-Dame-de-Laon. L'année suivante, Hugues prend le parti d’Herbert et attaque et détruit un château fort de l’église de Reims, avec Conrad, duc de Lorraine, en rupture avec le roi Otton. Le roi Louis, l’archevêque Artaud de Reims, avec l’aide du comte Roegnold de Roucy réagissent, et le conflit recommence[6].
- L’abbé de Cluny reçoit l’autorisation de placer sous son autorité tous les monastères qu’il réformerait[12].